# Tata (distrikt)
Tata är ett distrikt i Ungern. Det ligger i provinsen Komárom-Esztergom, i den nordvästra delen av landet, 60 km väster om huvudstaden Budapest.